# 阿贝尔·雷西诺
阿贝尔·雷西诺·戈麦斯（西班牙語：Abel Resino Gómez，1960年2月2日—），又簡稱阿贝尔，是西班牙已退役足球運動員，司職守門員，目前擔任教練。
雷西诺球員生涯期間因敏捷身手得外號「貓」（El Gato），長期效力马德里竞技，並曾在2009年短暫執掌舊東家。

## 榮譽

### 球員時期
馬德里體育會
- 國王盃：1990–91賽季, 1991–92賽季
- 西班牙超級盃：1985年

個人獎項
- 薩莫拉獎：1990–91賽季

## 外部連結
- BDFutbol球員檔案 （页面存档备份，存于） （英文）
- BDFutbol教練檔案 （页面存档备份，存于） （英文）
- 國家隊數據 （页面存档备份，存于） （英文）